# Zonitoschema oculatissima
Zonitoschema oculatissima – gatunek chrząszcza z rodziny oleicowatych i podrodziny Nemognathinae.
Chrząszcz o całym wierzchu ciała ubarwionym żółtobrązowo. Punktowanie głowy i przedplecza jest u niego głębokie i gęste, a ich powierzchnie nie tak błyszczące jak u Z. rubricolor. W widoku bocznym narządy gębowe są znacznie krótsze niż puszka głowowa. Czułki mają dwa początkowe człony ubarwione żółto. Przedplecze jest dłuższe niż szerokie, o wyraźnie równoległych bokach, co odróżnia je od pokrewnego Z. iranica. Wszystkie szczecinki porastające powierzchnię pokryw mają jasny kolor. Odnóża cechują zaczernione wierzchołkowe ćwiartki ud.
Owad afrykański, znany tylko z gór Tasili Wan Ahdżar w Algierii (miejsce typowe) i masywu Tibesti w Czadzie.